# Cedar Grove (Antigua)
Cedar Grove ist eine Siedlung in der Parish of Saint John an der Nordküste der Insel Antigua, im Staat Antigua und Barbuda.

## Lage und Landschaft
Cedar Grove liegt im Norden der Parish St. John nahe der Boons Bay. Im Süden begrenzt der Santa Maria Hill mit dem Cedar Valley den Ort. Im Süden schließen sich Friars Hill und New Winthorpes an. Zur Volkszählung 2001 hatte Cedar Grove 908 Einwohner.
Im Ort gibt es die Kirche Mar Elias Orthodox Church of Antigua.